# Елеонора Єнко Гроєр
Елеонора Єнко Гроєр (15 лютого 1879 року, Любляна, Австро-Угорщина — 24 червня 1959 року) — перша словенська лікарка.

## Біографія
Елеонора Єнко Гроєр народилася 15 лютого 1879 року в м. Любляна в родині лікаря.
Вона закінчила середню школу в Целлі. У той час жінки в Австрії не могли вивчати медицину, тому їхали на навчання до Швейцарії чи Німеччини. Оскільки батько не хотів, щоб Елеонора вчилася серед німців, він відправив її до Петербурга.
Вона закінчила навчання в 1907 році. Отримала ступінь доктора і стала першим словенським лікарем. Вона практикувала в Люблянській обласній лікарні і два роки в Чехії, а потім у Волоско біля Опатії. У 1915 році почала працювати лікарем у Любляні. У 1921 році Словенська медична асоціація заявила про нечинність її диплому, тому Елеонорі довелося скласти п'ять додаткових іспитів у Загребі і тоді знову прийти на посаду доктора медицини. Була одружена з Гройєром.

## Трудова діяльність
Елеонора Єнко Гроєр працювала лікарем в Любляні. Вона приділяла багато часу просвіті жінок, зверталась до Жіночої ради з метою навчання. Вона усвідомлювала, що багато хвороб у жінок виникає через незнання. Елеонора публікувала статті на різноманітні теми. В одній із статей наголошувала на важливості вітамінів у харчуванні. Вона широко писала про догляд за шкірою. Присвятила свої наукові праці вагітності та материнству. Серед порад щодо розвитку дитини наголосила на необхідності статевого виховання. Також вона опублікувала статтю про туберкульоз.

## Досягнення
- Елеонора Єнко Гроєр була членом Генеральної словенської асоціації жінок